# Mike Watt
Mike Watt (* 20. prosince 1957 Portsmouth, Virginie) je americký hráč na basovou kytaru, zpěvák a skladatel. Trvale nehraje v žádné skupině, ale hraje jako host či dočasný člen s kapelami jako Iggy Pop & The Stooges apod. Red Hot Chili Peppers mu věnovali své album Blood Sugar Sex Magik.

## Diskografie
- 1995 Ball-Hog or Tugboat?
- 1997 Contemplating the Engine Room
- 2004 The Secondman's Middle Stand